# Бойченко, Иван Васильевич (художник)
Иван Васильевич Бойченко (укр. Іван Васильович Бо́йченко; 29 июня 1896, с. Кобылки, Курская губерния — 8 февраля 1959, Львов) — украинский советский художник, живописец и график. Первый председатель правления Союза художников УССР (1938—1941).

## Биография
В 1928 г. окончил Харьковский художественный институт (мастерская С. Прохорова и М. Шаронова). Получив специальность художника станковой и монументальной живописи, он в 1930—1941 г. (с перерывами) заведовал графической кафедрой этого же института.
В 1938—1940 — первый председатель президиума правления СХУ.
С 1944 г. жил и работал во Львове, преподавал в Политехническом институте. С 1945 г. — заведующий кафедрой «Рисунка и живописи» ЛПИ.

## Творчество
Портретист, автор ряда дизайнерских работ и политических плакатов к государственным праздникам в Харькове (1920—1940-х годов).
Участник выставок, начиная с 1927 г.

## Избранные работы
портреты
- К. Цеткин (1925, 1938),
- А. Пушкина (1936—1937, 1944),
- Ф. Энгельса (1936),
- К. Маркса,
- М. Горького,
- Р. Роллана (оба — 1938),
- Н. Самокиша (1941),
- Героев Сов. Союза М. Черникова и Я. Бондаренко (оба — 1942),
- Богдана Хмельницкого (1946),
- И. Франко (1956) и др.

Произведения хранятся в музеях Москвы, Харькова, Киева, Алма-Аты.